# تشنغيز قلعة (حومة بيجار)
تشنغیز قلعة (بالفارسية: چنگیزقلعه) هي قرية تقع في إيران في حومة. يقدر عدد سكانها بـ 123 نسمة .